# Super Bowl XXVI
Der Super Bowl XXVI war der 26. Super Bowl, das Endspiel der Saison 1991 der National Football League (NFL). Am 26. Januar 1992 gewannen die Washington Redskins zum dritten Mal, nach den Siegen im Super Bowl XVII und Super Bowl XXII, die Vince Lombardi Trophy. Für die Buffalo Bills war es die zweite Niederlage in Folge. Zum Super Bowl MVP wurde der Quarterback der Redskins, Mark Rypien, gewählt.

## Super-Bowl-XXVI-Hintergründe
Nach dem Super Bowl XVI war das Finale in Minneapolis erst das zweite, dass in einer Stadt mit kaltem Winterklima ausgetragen wurde. Üblicherweise finden die Endspiele in den wärmeren Regionen der USA statt.
Die Washington Redskins beendeten die Regular Season mit einer Bilanz von 14:2 als Meister der NFC East und waren als beste Mannschaft der National Football Conference (NFC) für die Play-offs qualifiziert. Nach Siegen gegen die Atlanta Falcons und den Detroit Lions stand das Team aus der Hauptstadt im Super Bowl.
Die Buffalo Bills erreichten eine Bilanz von 13:3. Damit wurden sie Meister der AFC East und waren die beste Mannschaft der American Football Conference (AFC). In den beiden Play-off-Begegnungen konnten die Kansas City Chiefs und die Denver Broncos bezwungen werden.

## Scoring
- 1st Quarter
- 2nd Quarter
  - WAS – FG: Chip Lohmiller 34 Yards 3:0 WAS
  - WAS – TD: Earnest Byner 10 Yard Pass von Mark Rypien (Chip Lohmiller Kick) 10:0 WAS
  - WAS – TD: Gerald Riggs 1 Yard Lauf (Chip Lohmiller Kick) 17:0 WAS
- 3rd Quarter
  - WAS – TD: Gerald Riggs 2 Yard Lauf (Chip Lohmiller Kick) 24:0 WAS
  - BUF – FG: Scott Norwood 21 Yards 24:3 WAS
  - BUF – TD: Thurman Thomas 1 Yard Lauf (Scott Norwood Kick) 24:10 WAS
  - WAS – TD: Gary Clark 30 Yard Pass von Mark Rypien (Chip Lohmiller Kick) 31:10 WAS
- 4th Quarter
  - WAS – FG: Chip Lohmiller 25 Yards 34:10 WAS
  - WAS – FG: Chip Lohmiller 39 Yards 37:10 WAS
  - BUF – TD: Pete Metzelaars 2 Yard Pass von Jim Kelly (Scott Norwood kick) 37:17 WAS
  - BUF – TD: Don Beebe 4 Yard Pass von Jim Kelly (Scott Norwood kick) 37:24 WAS

## Spielverlauf

### Erste Halbzeit
Nach einem  ersten Viertel ohne zählbare Erfolge konnten die Redskins im zweiten Viertel durch ein Fieldgoal erste Punkte erzielen. Bis zur Halbzeit gelangen den Redskins zwei Touchdowns. Erst konnte Ernest Byner ein Touchdown nach einem Pass von Quarterback Mark Rypien erzielen und dann konnte ein Laufspiel mit einem Touchdown abgeschlossen werden.

### Zweite Halbzeit
Auch nach der Pause bestimmten die Redskins das Spiel und konnten einen weiteren Touchdown erzielen. Die Bills konnten erst im dritten Viertel punkten. Nach einem Field Goal und einem Touchdown konnten die Bills den Rückstand auf 14 Punkte verkürzen. Die Redskins stellten jedoch noch im selben Viertel den alten Vorsprung von 21 Punkten wieder her. Im letzten Viertel konnten die Redskins durch zwei Fieldgoals ihre Führung weiter ausbauen. Bis zum Spielende konnten die Bills lediglich noch zwei Touchdowns erzielen, aber es reichte nicht, um das Spiel zu drehen.